# Varunella gemmata
Varunella gemmata är en mossdjursart som beskrevs av Wiebach 1976. Varunella gemmata ingår i släktet Varunella, klassen Phylactolaemata, fylumet mossdjur och riket djur. Inga underarter finns listade i Catalogue of Life.